# Новомиколаївка (Новотроїцька селищна громада)
Новомикола́ївка (в минулому — Миколаївка, Таст) — село в Україні, у Новотроїцькій селищній громаді Генічеського району Херсонської області. Населення становить 1014 осіб.

## Історія
Станом на 1886 рік у селі Миколаївка Громівської волості Дніпровського повіту Таврійської губернії мешкало 948 осіб, налічувалось 127 дворів, існували молитовний будинок та лавка.
12 червня 2020 року, відповідно до розпорядження Кабінету Міністрів України № 713-р «Про визначення адміністративних центрів та затвердження територій територіальних громад Запорізької області», увійшло до складу Новотроїцької селищної громади.
17 липня 2020 року, в результаті адміністративно-територіальної реформи та ліквідації  Новотроїцького району, увійшло до складу Генічеського району.
24 лютого 2022 року село тимчасово окуповане російськими військами під час російсько-української війни.

## Населення

### Мова
Розподіл населення за рідною мовою за даними перепису 2001 року:
| Мова       | Відсоток |
| ---------- | -------- |
| українська | 93,2%    |
| російська  | 5,52%    |
| румунська  | 0,99%    |
| інші       | 0,29%    |

## Відомі особи
В селі народились:
- Польовий Іван Степанович (1907-1944) — радянський вояк, Герой Радянського Союзу
- Сініцин Володимир Володимирович (1993—2017) — солдат Збройних сил України, учасник російсько-української війни.
- Шевченко Мефодій Леонтійович (1907-1999) — радянський вояк, Герой Радянського Союзу